# Замок Дуаррігл
Замок Дуаррігл (англ. Duarrigle Castle, ірл. Caisleán an Dubh Aireagail) — замок Дув Айрегаль, Замок Темна Палата — один із замків Ірландії, розташований в графстві Корк. Нині замок лежить в руїнах.

## Історія замку Дуаррігл
Нинішня споруда замку Дуаррігл була побудована в 1806 році Томасом Юстасом, але влючила в себе залишки більш давньої оборонної споруди — залишки вежі давнього замку, що був побудований ірландським кланом О'Кіфф у XVI столітті. Руїни замку стоять на краю скелі над річкою Блеквотер (Чорна Вода). Великі ворота замку були розташовані з північного заходу від башти. Нинішні руїни складаються з двох трьохповерхових блоків, що з'єднані. Сходи зроблені з вапняку. На стіні замку є напис: «Thomas Holmes Justice Castelum Duaragil reparavit AD 1806» — «Томас Холмс Юстас замок Дуарагіл відбудував 1806 року Божого». Поруч із замком стоїть висока стіна з заглибленою аркою.
У старі часи замок Дуррігл належав ірландському клану О'Кіф разом з двома іншими замками — Дромаг та Дромсікейн. Ці три замки були побудовані в XVI столітті. У 1576 році в замку Дуаррігл жив Арт О'Кіфф — вождь клану О'Кіфф. Потім в замку жив Арт Ог О'Кіфф (пом. 1610 року), потім Манус О'Кіфф (пом. 1636 року), потім Даніел О'Кіфф. Останній втратив свої землі в 1654 році, коли після придушення повстання за незалежність Ірландії Олівер Кромвель конфіскував землі та замки у вождів ірландських кланів. Але після реставрації монархії він зумів повернути собі землі. Землі і замок були остаточно конфісковані в клану в 1692 році, після поразки короля Якова ІІ, якому співчували ірландці. Землі і замок потрапили до рук компанії «Холлоу Сворд Блейд» і були продані Аврааму Діксону. Він передав цей замок племіннику Х'ю Діксону, що став єпископом Клойн. До 1728 року землі і замок Генрі Бішопу з Клейн, що їх потім передав Джеймсу Маулу. Потім замок перейшов до Генрі Вріксона, що здав замок і землі в оренду Томасу Юстасу.
Потім землі та замок Дауррігл перейшли у власність Генрі Чіммері Юстаса з Гуррейн-Хауса, що працював адвокатом у Дубліні, що помер у цьому замку в 1859 році. Він передав замок у власність своїй сестрі Еллен Велліс, потім замок став власністю її дочок — місіс Моріарті та місіс Крофтс.
Потім замок і навколишні землі перейшли у власність до Земельної комісії, яка продала їх дочці О'Каллагана Кантурського. Вона одружилась з греком і стала мадам Гілікіополо. Прославилась вона як господиня прекрасних чайних вечірок. Вона померла біля 1950 року. Замок був нікому не потрібен і його продали в 1955 році людині на прізвище Хуліган, що частково розібрав замок на будівельні матеріали.